# Aimo Lahti
Aimo Lahti (28 avril 1896 à Viiala - 19 avril 1970 à Jyväskylä) est un concepteur autodidacte d'armes finlandais.
Il a conçu des armes utilisées par l'armée finlandaise durant la guerre d'Hiver et de celle de Continuation:

## Conceptions majeures
Au cours de sa carrière, Aimo Lahti a conçu un total d'environ 60 armes différentes avec différents types d'armes: fusils, pistolets, mitraillettes et canons.
| Nom                  | Type                              | Fabricant             | Période   | Réf.  |
| -------------------- | --------------------------------- | --------------------- | --------- | ----- |
| Lahti-Saloranta M/26 | mitrailleuse légère               | Valtion Kivääritehdas | 1928–1942 | [ 2 ] |
| 7,62 ITKK 31 VKT     | mitrailleuse antiaérienne         | Valtion Kivääritehdas | 1933–1944 | [ 2 ] |
| Suomi KP31           | mitraillette à masse oscillante   | Oy Tikkakoski Ab      | 1931–1953 | [ 2 ] |
| Lahti L-35           | pistolet à chargement automatique | Valtion Kivääritehdas | 1935–1952 | [ 2 ] |
| Lahti L-39           | fusil antichar                    | Valtion Kivääritehdas | 1940–1945 | [ 2 ] |
| Sampo L-41           | Mitrailleuse                      | Valtion Kivääritehdas | 1940–1942 | ,     |
| 20 ITK 40 VKT        | canon antiaérien léger            | Valtion Kivääritehdas | 1943–1944 | [ 2 ] |